# Solanum guerreroense
Espèce
Solanum guerreroense est une espèce de plante herbacée tubéreuse de la famille des Solanaceae. Cette espèce originaire du Mexique est apparentée à la pomme de terre cultivée mais s'en distingue par son niveau de ploïdie, elle est en effet hexaploïde (2n = 6x = 72) tandis que la pomme de terre (Solanum tuberosum) est tétraploïde.